# 宋振庭
宋振庭（1921年—1985年），原名宋士达、宋志同、宋诗达，笔名陈心可、程思茜、初一文等，男，吉林延吉人，中华人民共和国哲学家、文艺评论家、政治人物，曾任中共中央党校教育长、教授，吉林省革命委员会副主任，第六届全国政协委员。

## 曾用笔名
宋振庭曾使用的笔名有陈心可、程思茜、初一文、恩久、古辛海公、含石、红石海、纪闻、蓝丹、蓝海天、蓝远天、老兵、李思明、李希远、龙之明、路明、马梅、梦荷、乃文、石海、石海公、石花果、石金星、石梅、石某、石星公、星公、石星生、史星生、石隅兮、隋首、天浪、望雨、远天、振庭、直言、朱声来等。